# Haustellum haustellum
Haustellum haustellum là một loài ốc biển, là động vật thân mềm chân bụng sống ở biển thuộc họ Muricidae, họ ốc gai..

## Phân bố
Haustellum haustellum được tìm thấy ở Đài Loan, Indonesia, Việt Nam, đảo Solomon, miền bắc Queensland, Australia, New Caledonia và Fiji (Merle et al. 2011).

## Hình ảnh

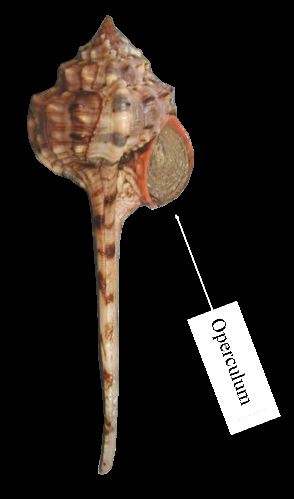
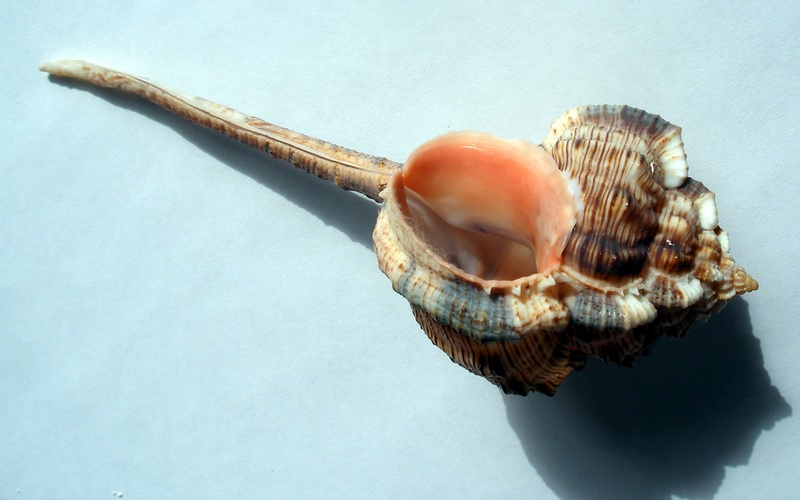
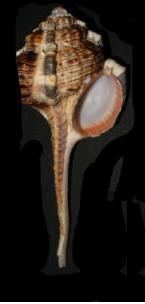